# Gillrath
Gillrath is een kerkdorp in de Duitse gemeente Geilenkirchen in de deelstaat Noordrijn-Westfalen. Het dorp ligt ten westen van de stad Geilenkirchen aan de Nederlandse grens. Gillrath ligt aan de Bundesstrasse 56, die van Geilenkirchen naar Sittard, en aan de K3, die van Birgden naar Teveren loopt. Door Gillrath stroomt de Roode Beek. De bevolking is grotendeels katholiek. Het voornaamste middel van bestaan is de landbouw. Daarnaast was er een lange traditie van fabricage van dakpannen en keramiek; deze fabrieken zijn in de loop van de 20e eeuw verdwenen.

## Geschiedenis
De eerste naamsvermelding, Gelrode, dateert uit 1270. "Rode" betekent 'gerooid stuk land', "Gel" is onduidelijk. Gedacht is wel aan het Gallische "gilum" voor 'stromend water' of het Ierse "gil" voor 'water'. Mogelijk is het echter een persoonsnaam.Van het kasteel Burg Gillrath, dat in de 15e eeuw werd gebouwd, is vandaag de dag geen spoor meer te vinden. In 1782 werd in Gillrath een kapel gebouwd, waarna het in 1804 een zelfstandige parochie werd. Westelijk van Gillrath lag vroeger een kleinere nederzetting, Gillrather Bruch, die inmiddels geheel door de bebouwing van Gillrath is opgeslokt. 
Gillrath vormt tegenwoordig samen met de aangrenzende plaatsen Hatterath, Nierstraß en Panneschopp een van de 13 stadsdistricten van Geilenkirchen.

## Literatuur

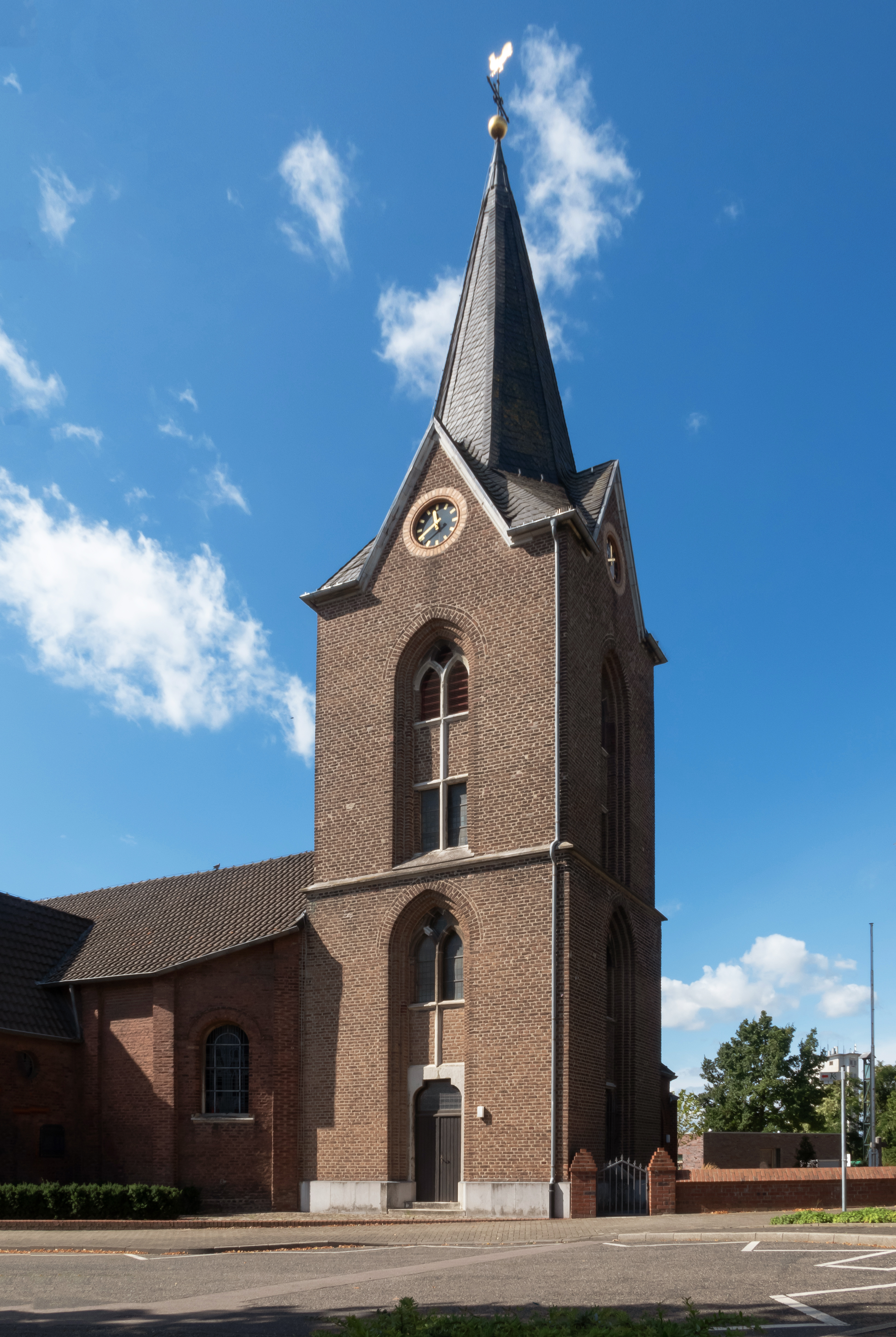
Gillrath, kerk: Sankt-Marien Kirche

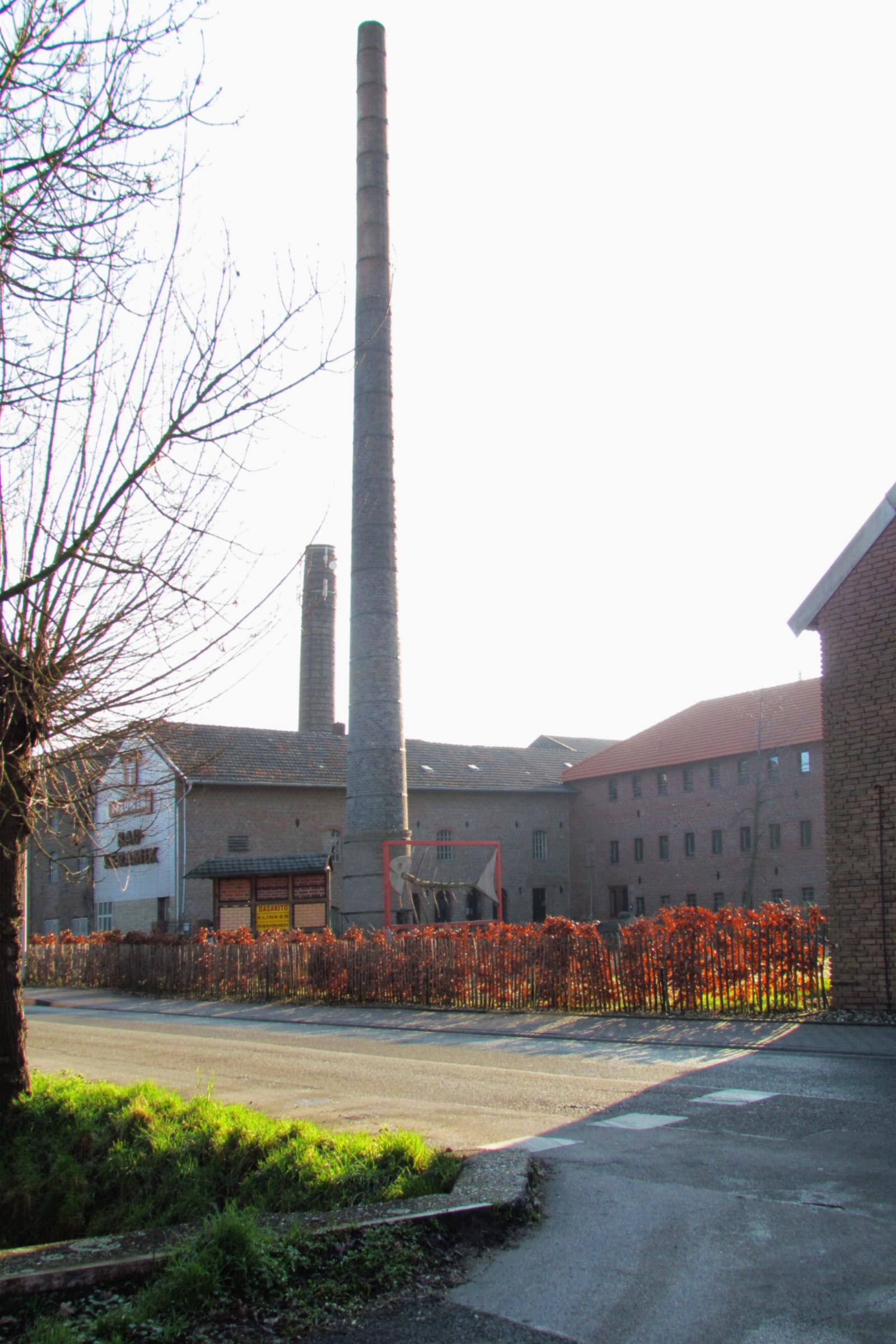
Voormalige fabriek in Gillrath.